# Wereldbeker schaatsen 2016/2017
De Wereldbeker schaatsen 2016/2017 (officieel: ISU World Cup Speed Skating 2016/17) is een internationale schaatscompetitie verspreid over het gehele schaatsseizoen 2016-2017. De wereldbeker schaatsen wordt georganiseerd door de Internationale Schaatsunie (ISU).
Er waren dit seizoen zes wereldbekerweekenden, evenveel als het voorgaande jaar. De eerste wedstrijd vond plaats van 11 t/m 13 november 2016 in Harbin en de finale was van 10 t/m 12 maart 2017. De finale zou oorspronkelijk in Tsjeljabinsk, Rusland plaatsvinden, maar de ISU besloot op 22 december 2016 de Russische staat de organisatie af te nemen naar aanleiding van de recente dopingperikelen in dat land. De organisatie van de wereldbekerfinale werd daarna overgedragen aan het Noorse Stavanger.
Voor het tweede jaar op rij was de teamsprint een officieel onderdeel van de wereldbeker. Verder werd de wedstrijd in Berlijn gebruikt als kwalificatietoernooi voor de wereldkampioenschappen schaatsen allround 2017 en de wereldkampioenschappen schaatsen sprint 2017. Voor de massastart zal, indien nodig vanwege het aantal inschrijvingen, een systeem met halve finales en een finale worden gebruikt.
In de eerste vier wereldbekerwedstrijden werden de startquota voor de wereldkampioenschappen schaatsen afstanden 2017, wat al jaren zo was, en – voor de Europese landen – voor het eerst ook voor de Europese kampioenschappen schaatsen 2017 bepaald.

## Kalender
| Plaats     | Datum               | 500m | 1000m | 1500m | 3k/5k | 5k/10k | Massastart | Allround | Sprint | Teamsprint | Achtervolging | Details           |
| ---------- | ------------------- | ---- | ----- | ----- | ----- | ------ | ---------- | -------- | ------ | ---------- | ------------- | ----------------- |
| Harbin     | 11–13 november 2016 | 2x   | 1x    | 1x    | 1x    |        | 1x         |          |        |            | 1x            | Wereldbeker 1     |
| Nagano     | 18–20 november 2016 | 1x   | 1x    | 1x    | 1x    |        | 1x         |          |        | 1x         | 1x            | Wereldbeker 2     |
| Astana     | 2–4 december 2016   | 2x   | 1x    | 1x    | 1x    |        | 1x         |          |        |            | 1x            | Wereldbeker 3     |
| Heerenveen | 9–11 december 2016  | 1x   | 1x    | 1x    |       | 1x     | 1x         |          |        | 1x         | 1x            | Wereldbeker 4     |
| Berlijn    | 27–29 januari 2017  | 2x   | 2x    | 1x    | 1x    |        |            | 1x       | 1x     |            |               | Wereldbeker 5     |
| Stavanger  | 10–12 maart 2017    | 2x   | 1x    | 1x    | 1x    |        | 1x         |          |        | 1x         | 1x            | Wereldbekerfinale |
| Totaal     | Totaal              | 10x  | 7x    | 6x    | 5x    | 1x     | 5x         | 1x       | 1x     | 3x         | 5x            |                   |

## Eindpodia

### Mannen
| Afstand         | 1e             | 2e                    | 3e                          |
| --------------- | -------------- | --------------------- | --------------------------- |
| 500 m           | Dai Dai Ntab   | Roeslan Moerasjov     | Ronald Mulder               |
| 1000 m          | Kjeld Nuis     | Vincent De Haître     | Kai Verbij                  |
| 1500 m          | Kjeld Nuis     | Denis Joeskov         | Patrick Roest               |
| 5&10 km         | Jorrit Bergsma | Ted-Jan Bloemen       | Peter Michael               |
| Massastart      | Lee Seung-hoon | Andrea Giovannini     | Jorrit Bergsma              |
| Sprint          | Kai Verbij     | Nico Ihle             | Håvard Holmefjord Lorentzen |
| Allround        | Peter Michael  | Sverre Lunde Pedersen | Patrick Roest               |
| Teamsprint      | Canada         | Nederland             | Duitsland                   |
| Achtervolging   | Nederland      | Noorwegen             | Japan                       |
|                 |                |                       |                             |
| Grand World Cup | Kjeld Nuis     | Jorrit Bergsma        | Kai Verbij                  |

### Vrouwen
| Afstand         | 1e                | 2e                     | 3e                 |
| --------------- | ----------------- | ---------------------- | ------------------ |
| 500 m           | Nao Kodaira       | Maki Tsuji             | Erina Kamiya       |
| 1000 m          | Heather Bergsma   | Miho Takagi            | Marrit Leenstra    |
| 1500 m          | Heather Bergsma   | Marrit Leenstra        | Miho Takagi        |
| 3&5 km          | Martina Sáblíková | Anna Joerakova         | Antoinette de Jong |
| Massastart      | Kim Bo-reum       | Francesca Lollobrigida | Ivanie Blondin     |
| Sprint          | Nao Kodaira       | Karolína Erbanová      | Heather Bergsma    |
| Allround        | Ireen Wüst        | Martina Sáblíková      | Antoinette de Jong |
| Teamsprint      | Japan             | Nederland              | Rusland            |
| Achtervolging   | Japan             | Nederland              | Rusland            |
|                 |                   |                        |                    |
| Grand World Cup | Heather Bergsma   | Miho Takagi            | Martina Sáblíková  |

## Deelnamequota
Op basis van het aantal schaatsers in de top van het voorafgaande seizoen 2015/2016, mochten de volgende landen onderstaand aantal deelnemers inschrijven per afstand, mits deze aan de limiet op die afstand had voldaan. Alle andere ISU-leden (landen met federaties in de ijs-/schaatssport die zijn aangesloten bij de ISU) mochten per afstand één deelnemer inschrijven (twee voor Berlijn), mits voldaan aan de limiet(en). Voor de massastart geldt altijd een maximum van twee schaatsers per land; het organiserende land mag altijd op alle afstanden met het maximum aantal schaatsers starten.
Voor de wedstrijd in Berlijn geldt een soepele regeling omdat het ook de plaatsingswedstrijd voor de WK sprint en WK allround is, voor de sprintafstanden (500m en 1000m) meter geldt het hoogste quotum van beide afstanden plus één en voor de allroundafstanden (1500m en 3000m c.q. 5000m) geldt ook het hoogste quotum van beide afstanden plus één; allebei met nog steeds het maximum van vijf deelnemers per land. Voor de wereldbekerfinale geldt een strengere procedure, daar mogen alleen de beste schaatsers van de eerdere vijf wedstrijden aan meedoen.
|                  | Mannen | Mannen | Mannen | Mannen  | Vrouwen | Vrouwen | Vrouwen | Vrouwen |
| Land             | 500m   | 1000m  | 1500m  | 5/10 km | 500m    | 1000m   | 1500m   | 3/5 km  |
| ---------------- | ------ | ------ | ------ | ------- | ------- | ------- | ------- | ------- |
| België           | 1      | 1      | 2      | 2       | 1       | 1       | 1       | 2       |
| Canada           | 5      | 5      | 4      | 4       | 4       | 4       | 4       | 4       |
| China            | 4      | 4      | 2      | 2       | 5       | 5       | 4       | 4       |
| Denemarken       | 1      | 1      | 1      | 2       | 1       | 1       | 1       | 1       |
| Duitsland        | 2      | 2      | 1      | 4       | 2       | 3       | 4       | 4       |
| Finland          | 3      | 2      | 1      | 1       | 2       | 1       | 1       | 1       |
| Frankrijk        | 1      | 1      | 2      | 2       | 1       | 1       | 1       | 1       |
| Hongarije        | 1      | 1      | 2      | 1       | 1       | 1       | 1       | 1       |
| Italië           | 2      | 1      | 2      | 4       | 2       | 1       | 1       | 2       |
| Japan            | 5      | 4      | 2      | 3       | 5       | 5       | 4       | 5       |
| Kazachstan       | 2      | 3      | 2      | 2       | 2       | 2       | 1       | 1       |
| Letland          | 1      | 1      | 2      | 1       | 1       | 1       | 1       | 1       |
| Nederland        | 5      | 5      | 5      | 5       | 5       | 5       | 5       | 5       |
| Nieuw-Zeeland    | 1      | 1      | 2      | 3       | 1       | 1       | 1       | 1       |
| Noorwegen        | 2      | 4      | 4      | 4       | 2       | 3       | 3       | 2       |
| Oostenrijk       | 1      | 1      | 1      | 1       | 2       | 2       | 2       | 1       |
| Polen            | 4      | 3      | 4      | 3       | 1       | 2       | 4       | 4       |
| Rusland          | 5      | 5      | 5      | 5       | 4       | 5       | 5       | 5       |
| Tsjechië         | 1      | 1      | 1      | 1       | 2       | 3       | 2       | 2       |
| Verenigde Staten | 3      | 4      | 4      | 1       | 4       | 4       | 4       | 1       |
| Wit-Rusland      | 1      | 1      | 2      | 2       | 1       | 1       | 1       | 2       |
| Zuid-Korea       | 4      | 4      | 4      | 2       | 4       | 4       | 3       | 2       |
| Zweden           | 1      | 1      | 2      | 1       | 1       | 1       | 1       | 1       |

## Limiettijden
Om te mogen starten in de wereldbeker schaatsen 2016/2017 moesten de schaatsers na 1 juli 2015 aan de volgende limiettijden hebben voldaan. Voor deelname aan de ploegenachtervolging, teamsprint of massastart volstond het rijden van een van deze limiettijden (om het even welke). Om tegemoet te komen aan de bezwaren van de kleine schaatslanden voor wie de reis naar Salt Lake City, Calgary of Ürümqi (de drie in potentie snelste banen in de wereld) vaak een zware grote financiële last is, was er sinds enige jaren een aparte (minder strenge) limiet opgenomen voor overige schaatsbanen. De limieten waren gelijk aan het voorgaande jaar.
| Geslacht | 500m  | 1000m   | 1500m   | 3000m   | 5000m                            | 10.000m                            |
| -------- | ----- | ------- | ------- | ------- | -------------------------------- | ---------------------------------- |
| Mannen   | 36,20 | 1.11,90 | 1.51,00 | —       | 6.48,00                          | 13.40,00 (10 km) of 6.35,00 (5 km) |
| Vrouwen  | 40,00 | 1.20,00 | 2.03,00 | 4.24,00 | 7.25,00 (5 km) of 4.15,00 (3 km) | —                                  |

| Geslacht | 500m  | 1000m   | 1500m   | 3000m   | 5000m                            | 10.000m                            |
| -------- | ----- | ------- | ------- | ------- | -------------------------------- | ---------------------------------- |
| Mannen   | 36,60 | 1.12,80 | 1.52,50 | —       | 6.52,00                          | 13.50,00 (10 km) of 6.40,00 (5 km) |
| Vrouwen  | 40,50 | 1.21,00 | 2.05,00 | 4.28,00 | 7.32,00 (5 km) of 4.20,00 (3 km) | —                                  |

Voor de ploegenachtervolging en massastart mocht één schaatser worden ingeschreven die niet aan een van bovenstaande kwalificatietijden had voldaan, voor deze schaatsers geldt een versoepelde limiet van 1.57,50 (mannen) of 2.10,00 (vrouwen) op de 1500 meter. Schaatsers die voldaan hebben aan de limiet voor een van de beide sprintafstanden (500m óf 1000m) mogen ook op de andere sprintafstand starten en datzelfde geldt voor de allroundafstanden (1500m en 3000m c.q. 5000m mannen); dit met een maximum van één uitzondering per land per afstand.